# Tolbuzinó
Tolbuzinó (en rus: Толбузино) és un poble de l'óblast de l'Amur, a Rússia, que el 2018 tenia 178 habitants, pertany al districte de Magdagatxi.